# Teleoperatör
Teleoperatör, företag som hanterar och driver egna nätverk för telekommunikation och transmission, eller säljer kapacitet i telenätverk. Telenät brukar delas upp i fasta nät och mobilnät, där de senare ägs eller säljs av mobiloperatörer. Till teleoperatörer räknas även internetleverantörer, till exempel bredbandsleverantörer. Dessutom innefattar begreppet leverantörer av teletjänster i bred bemärkelse, inklusive mervärdestjänster och innehållstjänster, till exempel IP-telefoni och IP-TV.

## Teleoperatörer i Sverige

### Teleoperatörer med eget nät (urval)
- Com Hem (kabelnät)
- Glocalnet (Telenor)
- Hi3G Access (3 Sverige, Tre Sverige)
- IP-Only (fibernät)
- Spring Mobil (Tele2)
- Telenor Sverige
- TDC (Tele2)
- Tele2
- Telia Sverige

### Virtuella teleoperatörer (urval)
- Alltele, operatör i Telias nät.
- Fibio, operatör i Telenors nät.[1]
- Fonia, mobiloperatör i 3:s nät.

### Uppköpta eller ej längre aktiva operatörer (urval)
- Universal Telecom, uppköpt av Alltele under 2013.